# Busloup
Busloup település Franciaországban, Loir-et-Cher megyében. Lakosainak száma 496 fő (2022. január 1.). Busloup Fréteval, Lisle, Pezou, Saint-Hilaire-la-Gravelle és La Ville-aux-Clercs községekkel határos.

## Népesség
A település népességének változása:
| Lakosok száma | 332  | 336  | 361  | 445  | 432  | 431  | 439  | 468  | 482  | 496  |
|               | 1968 | 1982 | 1990 | 2006 | 2013 | 2015 | 2017 | 2019 | 2020 | 2022 |